# Neuer Schottenfriedhof
Der Neue Schottenfriedhof war ein Friedhof in der Sensengasse (früher Totengasse) in der Alservorstadt im heutigen 9. Wiener Gemeindebezirk Alsergrund. Er wurde von 1765 bis 1784 belegt. Im Volksmund wurde der Friedhof Vogelsang genannt, weil der Gesang der dort lebenden Vögel in der ganzen Umgegend zu hören war.

## Geschichte
Im Bereich des Neuen Schottenfriedhofs existierten traditionell zahlreiche Krankenhäuser. Auf Grund der hohen Sterblichkeit wurden in nächster Nähe mehrere Friedhöfe angelegt. Neben dem Neuen Schottenfriedhof existierte auch ein Friedhof für das Spanische Spital in der Boltzmanngasse, ein Friedhof für das Armensiechhaus (Bäckenhäusel) und ein Friedhof im Bereich des heutigen Arne-Karlsson-Parks, der lange Zeit von einem Lazarett genutzt wurde. 1784 wurden im Zuge der Josephinischen Reformen alle Friedhöfe innerhalb des Wiener Gürtels geschlossen und aufgelassen. An ihrer Stelle wurde ein Botanischer Garten für das Josephinum angelegt, in dem zahlreiche Alpenpflanzen, alle in Österreich wachsenden Arznei- und Giftpflanzen sowie die wichtigsten fremdländischen Medizin- und Nutzpflanzen angebaut wurden.
2006 entdeckte man bei Bauarbeiten für eine Tiefgarage im Bereich der Sensengasse 1–3 mindestens 400 Schachtgräber sowie das Gewölbe einer kleinen Kirche. Die Gebeine sollen erfasst und auf dem Wiener Zentralfriedhof erneut bestattet werden.